# NGC 2165
NGC 2165 је расејано звездано јато у сазвежђу Кочијаш које се налази на NGC листи објеката дубоког неба.
Деклинација објекта је + 51° 40' 42" а ректасцензија 6h 11m 4,0s. Привидна величина (магнитуда) објекта NGC 2165 износи 12,7 а фотографска магнитуда 13,4.